# 안준영 (방송인)
안준영(1986년 ~ )은 대한민국의 방송인, 게임 해설자이다.

## 개요
2007년 1월 CJ에서 주최한 제4회 슈퍼파이트의 무대에서 해설자로 데뷔하였다.
이후 곰TV의 해설위원으로 자리를 잡으면서 곰TV 클래식에서 나름대로 열심히 활동했지만 당시 스타리그와 MSL의 해설들에 비해 빈약한 해설로 상대적으로 비판을 많이 받았다.
2010년부터 현재까지 스타크래프트2의 해설자로 활동중이며 호평을 받고 있다. 최근 획기적이고 기발하며 팬들의 웃음과 열정을 자아내는 맨트로 메인 해설자로서의 입지를 굳혀 가는 중이다. GSL 시즌 해설 및 Star2Gether, Twitstar, 또는 곰티비 내 인터넷 광고 등에 참여한 바 있다.
서울대학교 출신으로 유명하며 별명으로 안웃사이더, 엔준영, 사필없 등이 있다.
2013년 12월 18일 자신의 SNS를 통해 곰TV와의 계약 해지를 알렸다.
2014년 8월 13일 '2014 KeSPA컵' 중계를 위한 SPOTV GAMES 중계진에 합류했다.
2017년 3월 SPOTV GAMES의 SSL 시리즈 프리미어의 해설로 합류했다.

## 연혁
- 2007년 제4회 슈퍼파이트 해설 (곰TV)
- 2007년 제2회 KeSPA CUP 해설 (곰TV)
- 2007년 제5회 슈퍼파이트 해설 (곰TV)
- 2007년 마재윤-임요환의 드림매치 해설 (곰TV)
- 2008년 곰TV TG삼보-인텔 클래식 2008 시즌1 해설 (곰TV)
- 2008년 곰TV TG삼보-인텔 클래식 2008 시즌2 해설 (곰TV)
- 2009년 곰TV TG삼보-인텔 클래식 2008 시즌3 해설 (곰TV)
- 2010년 ~ 2013년 Global Starcraft II League 해설 (곰TV)
- 2014년 IEM Season IX - Toronto 해설 (SPOTV GAMES)
- 2014년 2014 KeSPA CUP 해설 (SPOTV GAMES)
- 2014년 WECG 2014 한국대표선발전 스타크래프트 ll 부문 해설 (SPOTV GAMES)
- 2016년 하스스톤 KeSPA컵 해설 (SPOTV GAMES)
- 2017년 진에어 SSL Premier 2017 시즌1 해설 (SPOTV GAMES)

## 별명의 유래

### 엔준영
2010년 10월 18일 GSL 시즌2 64강 송준혁 대 송영민의 경기 2세트에서 은폐에 대응할 수 없는 상황의 프로토스를 상대로 은폐밴시를 활용한 전술에 엔진소리 죽이는데?라는 밴시의 게임상 맨트를 직접 방송에서 사용하여 스타덤에 올랐다. 이후 엔진영, 엔준영 등의 별명을 얻으며 스타크래프트2에서 가장 이슈몰이를 하는 해설자로 자리매김 하였다. 또한 2010년 10월 27일 GSL 시즌2 32강 임요환 대 안정민의 경기 2세트에서도 이스포츠 사상 최초로 현장관객과 함께하는 맨트로 엔진소리 죽이는데 라는 맨트를 시도하여 이미지를 굳혔다.

### 사필없
리갈마인드 제니스(김경수)선수가 불미스러운 채팅사고(생략)으로 안준영 해설이 화가 났고 그 당시 모 프로그램에서 '저런 사람은 사회에 필요가 없다'라는 멘트를 날렸고 그 이후 사필없이라고 불리게 된다.
그 이후 김경수선수는 좋은 성적을 내서 안준영해설과 친분을 쌓게 되고 나중에 김경수선수는 리갈마인드에서 사필없으로 닉네임변경을 하게 된다.

### 안웃사이더
안준영 해설자는 GSL 경기 해설 도중 '시위를 당기고 화염차를 떠나간 지옥의 불꽃이 머나먼 일꾼을 향해서 한없이 빠르게 날아가 일꾼을 불태워 달라고'라는 멘트로 마치 랩퍼 아웃사이더의 곡 '외톨이'의 한 소절을 떠올리게해 안웃사이더라 불리게되었다.

## 인용
1. ↑  http://xportsnews.hankyung.com/?ac=article_view&entry_id=136355%5B깨진+링크(과거+내용+찾기)%5D
2. ↑  PlayXP 동영상 게시물
3. ↑  PlayXP 동영상 게시물
4. ↑  “GSL 공식 홈페이지”. 2010년 12월 8일에 원본 문서에서 보존된 문서. 2010년 12월 16일에 확인함.

## 같이 보기
- 이현주

- 채정원